# Macrothele calpeiana
Macrothele calpeiana (Walckenaer, 1805) é uma espécie de aranha migalomorfa com distribuição natural no sudoeste da Europa e noroeste da África, onde a espécie é uma das aranhas mais corpulentas.